# Barbara Freking
Barbara Freking (Chicago, 28 gennaio 1920 – Greenwich, 25 agosto 2008) è stata un'attrice e modella statunitense.

## Biografia
Nata a Chicago e cresciuta ad Atlanta, in Georgia, dove studiò, si trasferì poi a New York per lavorare come modella. Nel 1947 le fu offerto di lavorare nel cinema e si stabilì a Hollywood. Debuttò in Tutti conoscono Susanna, una commedia con Eddie Cantor, dove fece una semplice apparizione, interpretando una modella. Fu ancora una modella sia nel film Appointment with Murder (1948), della serie dell'investigatore Il Falcone, interpretato dal prestigiatore John Calvert, sia ne I marciapiedi di New York (1949), con Barbara Stanwyck e James Mason. In quell'anno partecipò nell'isola del Cocco, in Costa Rica, a un documentario su un favoloso tesoro che vi sarebbe stato sepolto nel 1821 da un pirata inglese.
Fu poi una delle Petty girls nel musical Ogni anno una ragazza, e apparve in due noir con Jane Russell, Il suo tipo di donna (1951), con Robert Mitchum, e La città del piacere, con Victor Mature. Va ricordata anche la commedia La grande notte di Casanova (1954), con Bob Hope, in cui apparve anche l'ex pugile Primo Carnera. Nel 1957 partecipò con un breve ruolo al suo ultimo film, Il pilota razzo e la bella siberiana con John Wayne.
Continuò a lavorare a lungo a New York come modella e non si sposò mai. Ebbe numerose relazioni, in particolare con il petroliere Howard Lee, che poi sposò Hedy Lamarr e Gene Tierney, con lo stilista Oleg Cassini, con gli attori Hugh O'Brian e Dan Dailey, col mafioso John Sorrenti, con lo sportivo Jerry Herzfeld e, pare, anche con l'attrice Virginia Leith. Morì nel 2008 a Greenwich, nel Connecticut.

## Filmografia

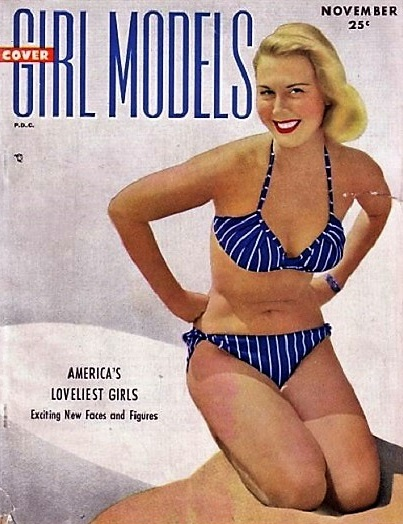
Sul primo numero di Cover Girl Models, 1949

### Cinema
- Tutti conoscono Susanna (If You Knew Susie), regia di Gordon Douglas (1948)

- In This Corner, regia di Charles Reisner (1948)
- Appointment with Murder, regia di Jack Bernhard (1948)
- I marciapiedi di New York (East Side, West Side), regia di Mervyn LeRoy (1949)
- Ogni anno una ragazza (The Petty Girl), regia di Henry Levin (1950)
- Il ratto delle zitelle (The Lemon Drop Kid), regia di Sidney Lanfield (1951)
- Il suo tipo di donna (His Kind of Woman), regia di John Farrow (1951)
- Quattro ragazze all'abbordaggio (Two Tickets to Broadway), regia di James V. Kern (1951)
- La città del piacere (The Las Vegas Story), regia di Robert Stevenson (1952)
- La grande notte di Casanova (Casanova's Big Night), regia di Norman Z. McLeod (1954)
- Il pilota razzo e la bella siberiana (Jet Pilot), regia di Josef von Sternberg (1957)